# ورخنیه لکاندی
ورخنیه لکاندی (به لاتین: Verkhniye Lekandy) یک منطقهٔ مسکونی در روسیه است که در باشقیرستان واقع شده‌است.